# Just a Girl (Ian Van Dahl)
Just A Girl is een Engelstalige single van de Belgische band Ian Van Dahl uit 2006.
De single bevatte daarnaast een "extended versie" van het lied en twee remixen.
Het nummer kwam op 22 juli 2006 binnen in de Ultratop, waar het vijf weken verbleef. Het piekte op de 35e plaats. In Finland piekte het nummer op een 9de plek in de lokale hitparade.

## Meewerkende artiesten
Producer:
- Peter Luts

Muzikanten:
- Annemie Coenen (zang)